# Franciszków (powiat kutnowski)
Franciszków – wieś w Polsce położona w województwie łódzkim, w powiecie kutnowskim, w gminie Łanięta.
W latach 1975–1998 miejscowość należała administracyjnie do województwa płockiego.
W 2009 roku w zabytkowym dworku należącym do 1945 roku do rodziny Wyganowskich, w miejsce Domu Pomocy Społecznej, utworzono Placówkę Opiekuńczo-Wychowawczą.